# Трефелштајн
Трефелштајн (њем. Treffelstein) општина је у њемачкој савезној држави Баварска. Једно је од 38 општинских средишта округа Кам. Према процјени из 2010. у општини је живјело 1.001 становника. Посједује регионалну шифру (AGS) 9372165.

## Географски и демографски подаци
Трефелштајн се налази у савезној држави Баварска у округу Кам. Општина се налази на надморској висини од 524 метра. Површина општине износи 20,9 km². У самом мјесту је, према процјени из 2010. године, живјело 1.001 становника. Просјечна густина становништва износи 48 становника/km².